# Сартак
Сарта́к (? — ум. 1256) — второй хан Золотой Орды (1255/1256), старший сын Бату, правнук Чингисхана. Согласно письменным источникам, был христианином.

## Биография
Старший сын Бату. По данным «Истории Вассафа», участвовал в западном походе монголов в 1240—1242 годах. Командовал обходным манёвром в битве с венграми у реки Шайо (данный манёвр предопределил исход битвы). В 1246—1255 годах занимал должность «управляющего русскими делами». По сведениям Киракоса Гандакеци, Сартак «во многом облегчил положение церкви и христиан и с согласия отца своего издал приказ об освобождении от податей священников и церкви».
В 1252 году вручил ярлык на Великое княжение Владимирское Александру Невскому, а также направил войска Неврюя на Русь для свержения Андрея Ярославича Владимирского.
Вместе с Берке и тридцатью тысячами золотоордынских войск обеспечивал восшествие на престол Монгольской империи Менгу-хана. В 1253 году принимал посла Французского короля Людовика IX Вильгельма Рубрука.
В момент смерти отца находился в пути к ставке каана в Каракаруме. Прибыв туда, получил от Менгу-хана ярлык на владение Джучиевым улусом. При возвращении в Поволжье заболел и скоропостижно скончался. По сведениям армянских авторов, Сартак был отравлен своими дядьями Берке и Беркечаром.
Персидские и армянские источники единодушно объявляют Сартака христианином. Согласно Робруку, один из приближённых Сартака говорил ему:

Не говорите, что наш господин — христианин, он не христианин, а Моал, так как название «христианство» представляется им названием какого-то народа. Они превознеслись до такой великой гордости, что хотя, может быть, сколько-нибудь веруют во Христа, однако не желают именоваться христианами, желая своё название, то есть Моал

Следующим ханом стал Улагчи, по сведениям Рашид-ад-Дина, приходившийся Сартаку братом, а по Джувейни — сыном. Согласно Рашид-ад-Дину, Сартак умер бездетным. Впрочем, в хронике XV века «Муиз ал-ансаб» называются два сына — Тук-тува и Хукчи (Хукджи).
Версия о побратимстве Сартака и русского князя Александра Невского, получившая известность благодаря Л. Н. Гумилёву, не имеет документальных подтверждений.
Ростовский князь Глеб Василькович взял в жены золотоордынку, дочь Сартака, получившую в крещении имя «Феодора». Хотя этот брак был важным династическим, неизвестно, была ли княгиня дочерью хана или его тёзки.

## В искусстве
- Сартак изображён на картине Павла Рыженко.

### В кино
- Илья Муромец (1956; СССР), режиссёр Александр Птушко, в роли Сартака — Садыкбек Джаманов.
- Король Данило (2018), в роли Сартака — Артур Рожицкий.